# 크럼블 쿠키

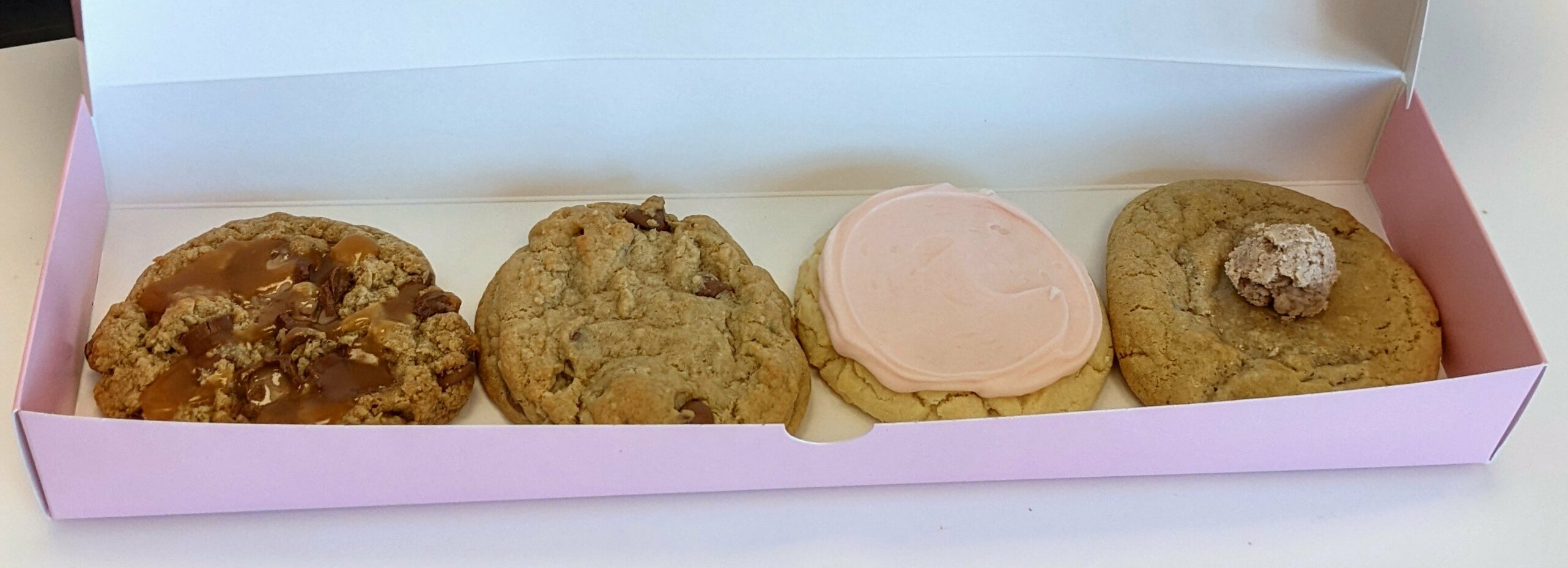
박스에 담긴 크럼블 쿠키

크럼블 쿠키(Crumbl Cookies)는 쿠키를 전문으로 하는 미국과 캐나다의 베이커리 프랜차이즈 체인이다. 유타주에 본사를 둔 이 기업은 2017년에 설립되었다. 2024년 8월 기준으로 미국 전역에 1,071개의 매장을 보유하고 있다. 《뉴욕 타임스》가 이 사업의 성장 요인으로 지목한 바와 같이, 이 체인은 소셜 미디어에서 강한 영향력을 유지하고 있다.

## 역사와 운영
크럼블은 2017년 사촌 간인 소여 헴슬리와 제이슨 맥고완이 헴슬리가 유타주 로건의 유타 주립 대학교에 재학 중일 때 설립했다. 헴슬리와 맥고완은 A/B 테스트 방식을 활용하여 최종적인 밀크 초콜릿 칩 쿠키 레시피를 완성했다. 기업 설립자들의 몰몬교 신앙으로 인해 크럼블은 커피나 커피 기반 맛을 제공하지 않기로 결정했으며 현재까지도 이를 고수하고 있다.
2022년 크럼블는 같은 쿠키 업체인 크레이브 쿠키와 더티 도우를 유타주 연방 지방 법원에 제소했다. 피고들이 크럼블과 "특별한 관계"가 있으며 "혼동을 일으킬 정도로 유사한... 마케팅과 비즈니스 모델"을 가지고 있다고 주장했다.
2023년 11월, 크럼블은 새로운 로고, 색상 구성, 시각적 정체성으로 브랜드를 쇄신했다. 새 로고는 크럼블 산스라는 맞춤 서체로 검은색으로 된 "crumbl" 글자로 구성되어 있으며, "cookies"라는 단어와 제빵사 심볼을 제거했다. 브랜드의 분홍색은 더 따뜻하고 풍부한 색조로 강화되었다. 브랜드 정체성 디자이너 터너 덕워스가 만든 이 리브랜딩은 크럼블의 제품군을 다각화하고 더 넓은 시장에 어필하기 위한 전략의 일환이었다.
2023년 12월 21일, 크럼블은 2016년 타일러와 발레리 쿠카히코 부부가 설립한 유타주 플레전트 그로브 소재의 파이 회사 크러스트 클럽을 인수했다. 크럼블의 대변인 베스 베이티는 이 콘셉트가 공동 설립자 제이슨 맥고완과 소여 헴슬리의 공감을 얻었다고 밝혔다.
2024년 9월 29일, 호주 시드니에서 비공식 크럼블 쿠키 팝업 스토어가 열렸다. 화요일에 하와이에서 구매한 약 840개의 쿠키를 호주로 가져와 다음 일요일까지 냉장 보관했고, 호주 달러로 17.50달러(미화 12달러)에 판매되었다. 크럼블은 법적 조치를 취하는 대신 호주 매장 개설 계획을 앞당기겠다고 발표했다.

## 반응
이 회사는 제품 홍보를 위해 소셜 미디어에 크게 의존한다. 《뉴욕 타임스》에 따르면, 제품 자체가 "최고인지 최악인지"는 그들의 인기와 무관하며, 온라인상의 "논쟁이 사업에 도움이 된다"고 한다. 《복스》는 이를 "점점 더 빨라지는 속도로 오고 가는 마이크로 트렌드의 컨베이어 벨트에 의해 추진되는 과잉 소비의 구현체"라고 설명했다.
Mashed.com은 2021년 8월, 크럼블이 배달을 통해 받은 쿠키의 품질에 대해 틱톡 사용자들로부터 좋지 않은 평가를 받았다고 지적했다. 이 기사는 광고된 것과 다르게 도착한 품질이 좋지 않은 쿠키에 대한 네 개의 동영상을 인용했는데, 그중 한 부정적인 리뷰는 21시간 만에 40만 개 이상의 좋아요를 받았다.
《호놀룰루》의 에밀리 스미스는 2022년 리뷰에서 크럼블 쿠키 여섯 개를 시도해보고 "맛이 풍부한 매우 큰 쿠키임을 고려하면 가격은 합리적이다. 모든 쿠키가 맛있어 보이고 시각적으로 즐거웠다. 단것을 좋아한다면 크럼블을 적어도 한 번은 시도해볼 것을 추천한다"라고 썼다. 《복스》의 위지 김은 쿠키가 "괜찮았지만" "특별히 기억에 남지는 않았다"고 말했다.

## 성장
이 기업은 급속한 프랜차이즈 성장을 보였으며, 이는 소셜 미디어상의 존재감 때문이라고 평가된다. 2021년 2월 기준으로 이 기업의 틱톡 팔로워 수는 6주 만에 160만 명에 도달했으며, 2024년 현재 틱톡과 인스타그램을 합쳐 1,400만 명 이상의 팔로워를 보유하고 있다.
코로나19 대유행 기간 동안 크럼블 쿠키는 2020년 8월까지 100개 지점으로, 2021년 7월까지는 미국 전역에 149개 지점으로 확장했다. 2021년 말까지 이 기업은 전국에 300개 이상의 매장으로 성장했으며, 2022년 7월에는 45개 주에 걸쳐 400개 이상의 지점으로 확대되었다. 2023년에는 캐나다로 프랜차이즈를 확장하여 앨버타주에 2개, 서스캐처원주 서스캐툰과 온타리오주 미시소거에 각각 1개씩, 총 4개의 지점을 열었다. 2024년 6월 기준으로 이 기업은 50개 주 전역에 1,000개 이상의 지점을 보유하게 되었다. 2024년 10월, 이 기업은 소셜 미디어를 통해 호주 진출 계획을 발표했다.

## 노동법 위반
2022년 12월, 미국 노동부는 6개 주에 걸친 11개의 크럼블 쿠키 프랜차이즈에 미성년자 46명에 대한 아동 노동법 위반으로 벌금을 부과했다. 위반 사항에는 미성년 직원들에게 허용된 시간을 초과하는 근무 시간을 배정하고 "잠재적으로 위험한 오븐과 기계"와 관련된 업무를 맡긴 것이 포함되었다. 모기업은 성명을 통해 사과하고 "안전하고 친근한 근무 환경"에 대한 약속을 재확인했다. 크럼블은 《악시오스》에 위반 사실을 알게 되었을 때 "깊은 실망감을 느꼈다"고 전했다. 크럼블 프랜차이즈 업체들은 이러한 위반 행위로 총 57,854달러의 벌금을 부과받았다.

## 주해
1. ↑  6개 주는 캘리포니아, 미네소타, 뉴햄프셔, 테네시, 유타, 워싱턴이었다.